# Ptenopus
Ptenopus es un género de gecos de la familia Gekkonidae. Está formado per tres especies de geckos endémicas de los países del sur de África.

## Especies
Se reconocen las siguientes tres especies:
- Ptenopus carpi Brain, 1962
- Ptenopus garrulus (Smith, 1849)
- Ptenopus kochi Haacke, 1964